# Ulf Grenander
Ulf Grenander (* 23. Juli 1923 in Västervik; † 12. Mai 2016 in Providence (Rhode Island)) war ein schwedischer Mathematiker, der sich mit mathematischen Methoden der Gestalt- und Mustererkennung (pattern theory) befasste.
Grenander studierte an der Universität Uppsala und wurde 1950 an der Universität Stockholm bei Harald Cramér promoviert (stochastische Prozesse und statistische Inferenz). 1950/51 und 1954 bis 1957 war er Dozent an der Universität Stockholm. 1951/52 war er Assistant Professor an der Universität Chicago und 1953 Associate Professor an der Universität von Kalifornien. 1957/58 war er Professor an der Brown University, bevor er 1959 bis 1966 wieder an die Universität Stockholm ging, wo er als Nachfolger von Cramer Professor wurde.  Ab 1966 war er wieder Professor an der Brown University, was er bis zu seiner Emeritierung blieb. Gleichzeitig war er 1969 bis 1974 Professor für Angewandte Mathematik an der Königlichen Technischen Hochschule in Stockholm.
Anfangs befasste er sich mit Wahrscheinlichkeitstheorie, stochastischen Prozessen, Zeitreihenanalyse und mathematischer Statistik, wo er einen Sieb-Schätzer einführte. Später wandte er sich Mustererkennung und künstlicher Intelligenz zu. Seine statistische Theorie (pattern theory) dazu verfolgte er an der Brown University seit Anfang der 1970er Jahre, sie wird zum Beispiel auch von David Mumford verfolgt.
Anwendungen, die seine Gruppe verfolgt, sind zum Beispiel das Erkennen anatomischer Muster aus Computer-Tomographie-Daten des Gehirns, automatische Zielerfassung, Computer-Sehen und die Verarbeitung natürlicher Sprache.
1998 war er Invited Speaker auf dem Internationalen Mathematikerkongress in Berlin (Strategies of seeing).
1994 wurde er Ehrendoktor der Universität Chicago und 2005 der Königlich Technischen Hochschule Stockholm. Er ist Mitglied der National Academy of Sciences, der American Academy of Arts and Sciences und der Königlichen Schwedischen Akademie der Wissenschaften. Er ist Ehrenmitglied der Royal Statistical Society und Fellow des Institute of Mathematical Statistics.

## Schriften
- mit Gabor Szegö Toeplitz forms and their applications. Chelsea 1958
- A calculus of ideas: a mathematical study of human thought. World Scientific Publishing, 2012
- mit Michael Miller Pattern Theory: From Representation to Inference. Oxford University Press. 2007
- General Pattern Theory. Oxford Science Publications. 1994
- Elements of Pattern Theory. Johns Hopkins University Press.1996
- Herausgeber Probability and Statistics: The Harald Cramér Volume. Wiley 1959
- mit Murray Rosenblatt: Statistical Analysis of Stationary Time Series, American Mathematical Society, 1984